# Lohajara
Lohajara (en népalais : लोहजरा) est un comité de développement villageois du Népal situé dans le district de Saptari. Au recensement de 2011, il comptait 5 570 habitants.